# Henry Baltes

Henry Baltes (1997)

Henry Baltes (früher Heinrich Peter Baltes, * 25. August 1941) ist ein Schweizer Physiker. Er ist emeritierter Professor an der Fakultät für Maschinenbau und Verfahrenstechnik für Mikro- und Nanosysteme der ETH Zürich.

## Leben und Werk
Baltes promovierte 1971 nach dem Diplom in Physik bei Fritz Kurt Kneubühl an der ETH Zürich. Danach war er an der Freien Universität Berlin und der Universität Düsseldorf tätig. Von 1973 bis 1982 arbeitete er für Landis & Gyr und lehrte an der École Polytechnique Fédérale de Lausanne.  Von 1983 bis 1988 hatte er an der University of Alberta in Edmonton, Kanada, den Henry Marshall Tory Lehrstuhl für Elektrotechnik inne. 1988 wurde er Professor für Physikalische Elektronik am Institut für Quantenelektronik der ETH Zürich und Direktor des Laboratoriums für Physikalische Elektronik (PEL). Er war Programmdirektor bei dem Schweizerischen Schwerpunktprogramms LESIT für Leistungselektronik, Systeme und Informationstechnologie von 1991 bis 1995. 1996 war er Gastprofessor an der Stanford University und der University of Waterloo. Im Wintersemester 2002/2003 war er Gastwissenschaftler an der Ritsumeikan-Universität in Japan, der Universität Bologna und der Albert-Ludwigs-Universität Freiburg. In den Jahren 2004 und 2005 war er Gründungsprofessor am Departement Biosystemwissenschaften und -technik (D-BSSE) der ETH Zürich bei Basel. Als Fellow des Institute of Electrical and Electronics Engineers (IEEE) und Mitglied der Redaktion der Proceedings of the IEEE ist er Mitherausgeber von zwei Lehrbuchserien, „Advanced Micro and Nanosystems“ und „Microtechnology and MEMS“. Er ist Autor oder Koautor von über 700 wissenschaftlichen Publikationen, Buchkapiteln, Büchern und Patenten.  Zu seinen Auszeichnungen zählen die Ehrendoktorwürden der University of Waterloo in Ontario,  Kanada, der Universität Bologna, der Albert-Ludwigs-Universität Freiburg und des University College London. Baltes gilt als der Vater der IC-kompatiblen Mikrosystemtechnik.

## Auszeichnungen (Auswahl)
- 1998: Körber-Preis für die Europäische Wissenschaft
- 1999: Wilhelm-Exner-Medaille
- 2016: Robert Bosch Micro and Nano Electro Mechanical Systems Award